# 도시의 공기가 자유를 만든다

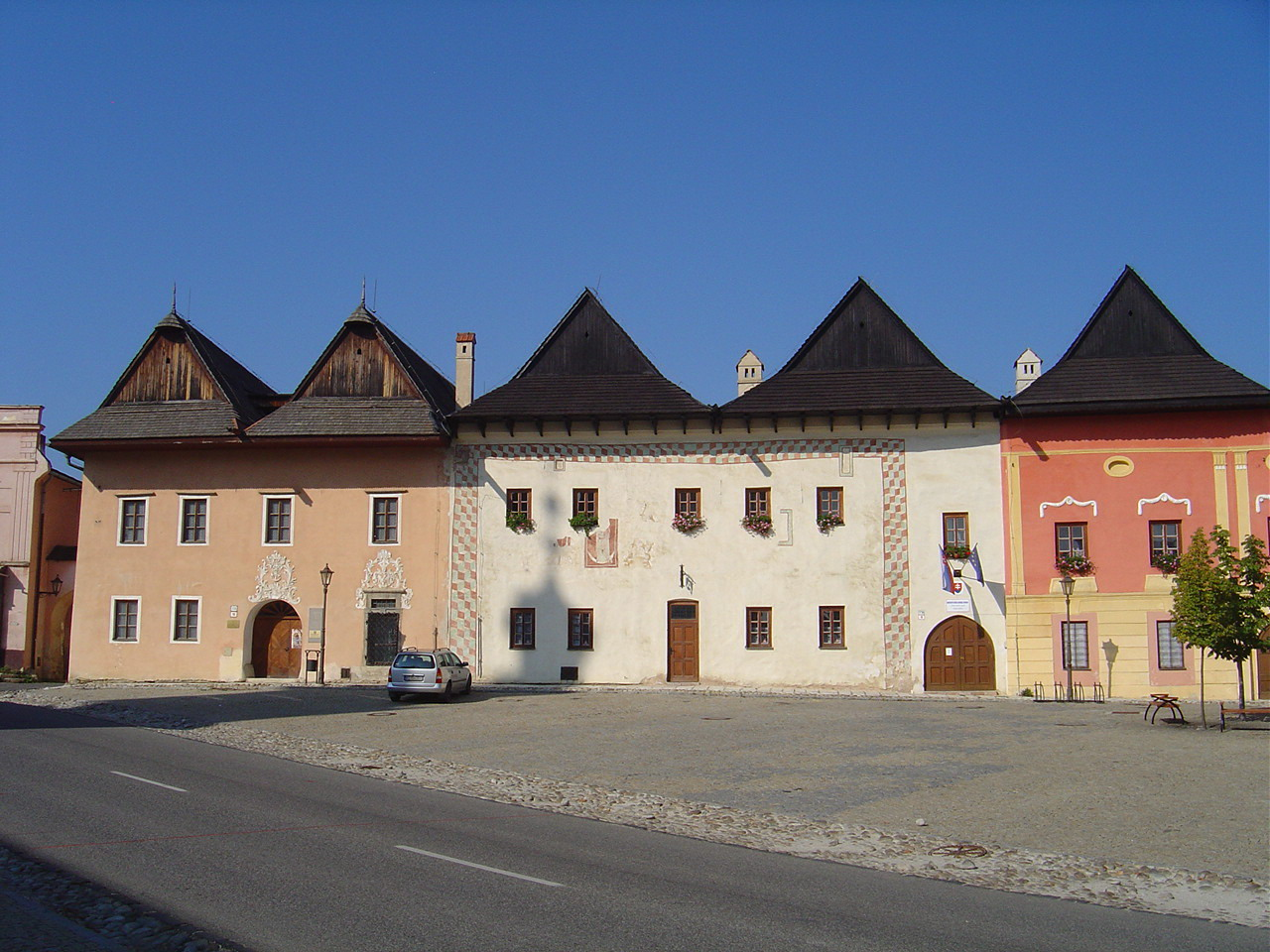
슬로바키아 스피슈스카 소보타의 중세 시기 광장

"도시의 공기가 자유를 만든다"(독일어: Stadtluft macht frei 슈타트루프트 마흐트 프라이[*])  또는 1년하고 하루를 지내면 도시의 공기가 당신을 자유롭게 한다(독일어: Stadtluft macht frei nach Jahr und Tag 슈타트루프트 마흐트 프라이 나흐 야어 운트 타크[*])는 도시의 자유에 대한 중세 법률을 요약한 격언이다. 1년하고 하루는 중세 유럽 대부분의 지역에서 법률적 효력을 얻기 위한 기준이 되는 기간이었다. 

## 개요
11 세기부터 옛 로마 제국과 게르만족의 해방 된 농노들과 제3계급은 유럽의 여러 곳에 새로운 정착지를 세웠다. 이렇게 새워진 도시의 주민들은 당시 관습법에 의해 1년을 초과하는 날로부터 이전의 신분과 상관 없이 도시민으로 인정받았다. 농노들은 자유를 위해 종종 도시로 탈주하였다. 뮌스터 반란과 같은 사건은 이러한 조건을 배경으로 형성되었다.
중세의 도시는 지역마다 매우 다양한 형태를 보이고 있었다. 이탈리아의 북부의 경우 피핀의 기증을 통해 형성된 교황령과 그 인근 도시는 형식적으로는 신성 로마 제국의 관할 아래 있었지만, 실제로는 독립된 도시 국가로 그 규모도 십만에서 수십만명을 아우르고 인근 농촌 지역을 영토로 삼고 있었다. 메디치가가 한동안 수장 노릇을 한 피렌체와 같은 곳이 대표적이다. 한편 알프스 이북의 도시들은 인구가 많아도 4-5만에 불과하였고 거주민 상당수는 길드에 속한 장인과 도제, 그리고 귀족의 시종, 성당의 참사회원과 같은 이들이었다. 따라서 중세 도시의 자유 역시 이들의 직업에 관련한 특권일 뿐 근대의 자유 개념과는 차이가 있다.
1231-1232년 무렵 신성 로마 제국은 공작의 호의로 불린 이 관습법을 누구도 다른 사람을 해치거나 체포할 수 없는 성소에 대한 관습과 함께 공식적으로는 폐지하였다. 이에 따라 자유제국도시를 비롯한 독일 지역 공작령들의 도시는 도망친 농노를 보호할 수 없었다. 한편, 도시민이라고 하여 모두 시민권을 갖고 있는 것은 아니었다. 공화국이었던 베네치아의 경우도 주민의 3% 정도만이 시민권을 가지고 있었다. 도망친 농노가 도시에 들어갔다고 하더라도 바로 자유를 얻을 수는 없었다는 뜻이다.
중세의 자유 개념은 근대의 기본권과 달리 관습과 선례에 기초한 전통적인 집단적 권리와 특권으로 국한되어 있었다. 이를테면 잉글랜드의 런던탑은 별개의 자치권을 보유하고 있었다.
중세 도시들은 길드를 중심으로 치안과 사법, 상업 행위와 같은 일련의 권한을 특허장을 통해 보장 받는 형식으로 자치권을 보장받아 발달하였다. 이러한 도시의 자유는 명예혁명이나 미국 독립 혁명, 프랑스 혁명 등을 통해 개개인 모두에게 적용되는 기본권인 시민자유로 그 개념이 확장되게 되었다.

## 같이 보기
- 길드
- 중세 도시의 발달
- 란트풀르흐트

## 참고 문헌
- Heinrich Mitteis (1952년) : "Uber den Rechtsgrund des Satzes»"City Air에서 무료 제공 : ": Festschrift Edmund E. Stengel, 70 번째 생일, Munster-Cologne, 342-358. (Die Stadt des Mittelalters) ", Vol 2, eds. C. Haase, Darmstadt 1976, p. 182-202. ISBN   3-534-04680-3 )